# استان پروس
استان پروس (به آلمانی: Provinz Preußen) از ایالت‌های پادشاهی پروس بود.
در ۱۳ آوریل ۱۸۲۴ استان‌های پروس خاوری و پروس باختری به یک اتحاد شخصی و در ۳ دسامبر ۱۸۲۹ به یک اتحاد واقعی رسیدند.در ۱ آوریل ۱۸۷۸ این ایالت دوباره به دو ایالت پروس خاوری و باختری بازگشت.